# Équipe du Kenya féminine de football
Cet article traite de l'équipe féminine. Pour l'équipe masculine, voir Équipe du Kenya de football.
Maillots
L'équipe du Kenya féminine de football est l'équipe nationale qui représente le Kenya dans les compétitions internationales de football féminin. Elle est gérée par la Fédération du Kenya de football.
Le Kenya joue son premier match officiel le 26 mars 2006 à Nairobi contre Djibouti (victoire 7-0) dans le cadre des qualifications pour le Championnat d'Afrique de football féminin 2006. Les Kényanes n'ont jamais participé à une phase finale de Coupe du monde ou des Jeux olympiques.
Elles se qualifient pour la première fois en phase finale de la Coupe d'Afrique des nations en 2016 ; elles sont éliminées en phase de groupes.
L'équipe est vainqueur du Championnat féminin du CECAFA en 2019 et deuxième en 2016 et 2025. Elle est quatrième du Championnat féminin de la COSAFA en 2017 ainsi que du Championnat féminin du CECAFA en 2018.

## Classement FIFA
| Année              | 2006 | 2007 | 2008 | 2009 | 2010 | 2011 | 2012 | 2013 | 2014 | 2015 | 2016 | 2017 | 2018 |
| ------------------ | ---- | ---- | ---- | ---- | ---- | ---- | ---- | ---- | ---- | ---- | ---- | ---- | ---- |
| Classement mondial | 135  | 144  | 117  | 92   | 128  | 136  | 131  | 118  | 133  | 136  | 122  | 108  | 135  |